# Легисакционный процесс
Легисакцио́нный проце́сс (лат. legis actiones) — наиболее древний вид искового судопроизводства в римском праве.
Название ведёт от исковых действий, совершаемых по писанному закону (в том числе законам XII таблиц), — legis actiones. Обязательным условием было присутствие истца и ответчика. При этом явку ответчика обеспечивал истец, используя принуждение. Процесс делился на две стадии: «возведение к праву» (in jure) и «обращение к правосудию» (in judicio). Первая стадия представляла собой заявление претензии в суд, вторая — судебное разбирательство.

## Виды
- Legis actio per manus iniectionem или процесс «наложением руки». Должник попадал в рабство кредитора; случаи применения процесса строго предписывались законом.
- Legis actio per pignoris capionem или процесс посредством жертвы. Применялся при нарушении покупателем обязательства оплатить купленную вещь.
- Legis actio sacramento или процесс-пари. Стороны вносили залог, который доставался тому, кто выигрывал суд.
- Legis actio per judieus postulationem или процесс «назначением судьи». Споры о праве на наследство.
- Legis actio per condictionem или процесс «под условием». Сходен с предыдущим процессом[1].